# Берлибашское лесничество
Берлибашское лесничество (до 1971 посёлок Кайбицкого лесхоза, иногда упоминается как посёлок Берлибашского лесничества, тат. Бәрлебашы урманчылыгы бистәсе) — посёлок в составе деревни Мурза Берлибаш, в Кайбицком районе Татарстана. Расположен на реке Берля, в 11 км к югу от административного центра района села Большие Кайбицы, на территории Эбалаковского сельского поселения.

## Этимология
Основан в XVIII веке как посёлок Кайбицкого лесхоза. В 1971 году из-за переезда Кайбицкого лесхоза на территорию Большекайбицкого сельского Совета, поселок Кайбицкого лесхоза стал наименоваться Берлибашским лесничеством.

## География
Посёлок расположен в 7 км к западу от автодороги Каратун — Большие Кайбицы.

## Население
В 1992 году в посёлке проживали 48 жителей (татары по национальности). По состоянию на 2011 год в посёлке проживал 21 человек, татары. 

## Инфраструктура
Основное занятие населения — заготовка древесины и деревообработка.
Поселок застроен, в основном, частным сектором, также имеются многоквартирные дома.
До поселка отсутствует твердое дорожное покрытие.